# Liste der Bodendenkmäler in Viersen
Die Liste der Bodendenkmäler in Viersen enthält die denkmalgeschützten unterirdischen baulichen Anlagen, Reste oberirdischer baulicher Anlagen, Zeugnisse tierischen und pflanzlichen Lebens und paläontologischen Reste auf dem Gebiet der Stadt Viersen im Kreis Viersen in Nordrhein-Westfalen (Stand: November 2020). Diese Bodendenkmäler sind in Teil B der Denkmalliste der Stadt Viersen eingetragen; Grundlage für die Aufnahme ist das Denkmalschutzgesetz Nordrhein-Westfalen (DSchG NRW).

## Liste der Bodendenkmäler
| Bild                                          | Bezeichnung                                                  | Lage | Beschreibung | Bauzeit                                  | Eingetragen seit | Denkmal- nummer |
| --------------------------------------------- | ------------------------------------------------------------ | --- | --- | ---------------------------------------- | ---------------- | --------------- |
| Formsandgrube Freudenberg – Westseite         | Formsandgrube Freudenberg – Westseite                        | Süchteln Dornbuscher Weg, 41749 Viersen Karte | Erdaufschluss mit Fossilien in der Formsandgrube Freudenberg - Westseite |                                          | 26.07.1984       | 1               |
| Formsandgrube Freudenberg – Ostseite          | Formsandgrube Freudenberg – Ostseite                         | Süchteln Dornbuscher Weg, 41749 Viersen Karte | Fossilienlagerstätte des Tertiärs |                                          | 26.07.1984       | 2               |
| weitere Bilder                                | ehem. Kreuzherrenkloster                                     | Dülken Kreuzherrenstraße 29–49, 41751 Viersen Karte | → Hauptartikel : Liste von Sakralbauten in Viersen#Ehem. Kreuzherrenkloster Dülken | 1407 / 1491                              | 29.06.1994       | 3               |
| BW                                            | Teykenshof                                                   | Alt-Viersen Eichenstraße 43–55, 41747 Viersen Karte | Es handelt sich um eine ursprünglich "fränkische Hofanlage" als Geviertbau, die schon seit Beginn der Neuzeit in wesentlichen Teilen umgestaltet wurde. | 1369                                     | 27.07.1995       | 4               |
| weitere Bilder                                | Kimmelmühle                                                  | Alt-Viersen Kaiserstraße 4, 6, 10, Dülkener Str. 25, 41747 Viersen Karte                                                                                          | Das Stift St. Gereon in Köln, Grundherr von Viersen gab die Zustimmung zur Errichtung einer Mühle und erteilte die Mühlenrechte u. a. für die Kimmelmühle (Urkundenbuch von 1246). Ende des 19. Jahrhunderts wurde das Mühlengebäude abgerissen. | 1246                                     | 10.09.1996       | 5               |
|                                               | Neuwerker Landwehr (25h)                                     | Viersen Flur 128, Flurst. 140, 158 | |                                          | 15.05.2001       | 6               |
|                                               | Innere Landwehr / Bereich Hoher Busch (26a)                  | Süchteln Hoher Busch | |                                          | 15.05.2001       | 7               |
|                                               | Innere Landwehr-Bereich Wasserturm (26b)                     | Viersen Flur 72, Flurst. 61, 68 / Flur 145, Flurst. 30, 31 / Flur 148, Flurst. 53, 59, 77                                                                         | |                                          | 15.05.2001       | 8               |
|                                               | Äußere Landwehr – Bereich Dornbusch (32a)                    | Süchteln Flur 75, Flurst. 58, 63 113 121 193 / Flur 80, Flurst. 1, 2, 8, 21, 53                                                                                   | |                                          | 15.05.2001       | 9               |
|                                               | Äußere Landwehr – Bereich Schmansend (32b)                   | Süchteln Flur 39, Flurst. 197 | |                                          | 15.05.2001       | 10              |
| weitere Bilder                                | Clörather Mühle – Reste der ehem. Wasserburg Clörath         | Süchteln Clörather Mühle 36, 41749 Viersen (Flur 93, Flurst. 250) Karte                                                                                           | → Hauptartikel : Clörather Mühle → Hauptartikel : Haus Clörath | 1230                                     | 20.09.2001       | 11              |
|                                               | Äußere Landwehr – Bereich Dülken (25a)                       | Viersen An der Dülkener Landwehr | |                                          | 26.11.2001       | 12              |
| BW                                            | Äußere Landwehr – Bereich Windberg (33b)                     | Süchteln Nördlich Ritterstraße 115, 41749 Viersen (Flur 84, Flurst. 38. 39. 94, 83, 82, 81, 75, 74) Karte                                                         | 800 m nordwestlich der Ortslage Windberg verläuft ein 360 m langes Landwehrteilstück von SW nach NO. |                                          | 25.11.2001       | 13              |
|                                               | Süchtelner Landwehr – Erbenbuschwall, Süchtelner Höhen (32c) | Süchteln Flur 73, Flurst. 54, 118, 215, 216 | |                                          | 26.11.2001       | 14              |
| weitere Bilder                                | Stadtbefestigung Dülken (123)                                | Dülken Ostwall, 41751 Viersen (Flur 63, Flurst. 140, 143, 144, 152) Karte                                                                                         | Reste eines ehemals geschlossener Mauerzuges um die annähernd ovale Stadt mit zwölf (1568) bzw. später (1609) 19 Türmen. | 1404                                     | 24.04.2002       | 15              |
| weitere Bilder                                | Stadtfestigung Dülken (117)                                  | Dülken Westwall, 41751 Viersen (Flur 63, Flurst. 4–5, 139, 159, 193, 202–205, 266, 349, 350) Karte                                                                | Vom mittelalterliche Stadtgrundriss sind Teile der Stadtbefestigung mit Mauer, Graben und Wall erhalten und restauriert. | 1404                                     | 24.04.2002       | 16              |
| weitere Bilder                                | St. Corneliuskirche und Umgebung (118)                       | Dülken Alter Markt, 41751 Viersen (Flur 62, Flurst. 408, 409, 181, 185 / Flur 63 Flurst. 78, 103, 305) Karte                                                      | → Hauptartikel : Liste der Baudenkmäler in Viersen (A–F)#St. Cornelius Dülken | 1279 / 1478 / 1871 / 1908                | 07.07.2003       | 17              |
|                                               | Flachsrosten „14 Ruter“ 18 Gruben (104)                      | Dülken Giesenpeschen | |                                          | 23.03.2004       | 18              |
|                                               | Flachsrosten 5 Gruben (105)                                  | Dülken Im Drotsch | |                                          | 23.03.2004       | 19              |
|                                               | Geldrische Landwehr – Bereich Frankeserbusch (010)           | Boisheim Flur 11, Flurst. 1, 2, 3, 5, 6, 8 | |                                          | 29.11.2005       | 20              |
|                                               | Äußere Landwehr – Bereich Ransberg (25c)                     | Dülken Flur 42, Flurst. 94, 95, 96, 97 | |                                          | 29.11.2005       | 21              |
|                                               | Äußere Landwehr – Bereich Bockerter Heide (25d)              | Viersen Flur 135, Flurst. 164, 165, 166, 168, 169, 170, 171, 172, 186, 187, 188, 189, 210                                                                         | |                                          | 29.11.2005       | 22              |
|                                               | Äußere Landwehr – Bereich Bockerter Busch (25e)              | Viersen Flur 134, Flurst. 1, 115 / Flur 135, Flurst. 151, 159, 160                                                                                                | |                                          | 29.11.2005       | 23              |
|                                               | Äußere Landwehr – Bereich Bebericher Heide (25f)             | Viersen Flur 134, Flurst. 23, 98 | |                                          | 28.10.2009       | 24              |
| weitere Bilder                                | Jüdischer Friedhof Dülken (153)                              | Dülken Venloer Straße 32, 41751 Viersen (Flur 66, Flurst. 351) Karte                                                                                              | Bis 1877 befand sich hier der alte jüdische Friedhof in Dülken. |                                          | 31.07.2009       | 25              |
|                                               | Äußere Landwehr – Bereich Bötzlöh                            | Viersen Flur 128, Flurst. 250,251/Flur 129, Flurst. 139,146,151,152,153,159,168/Flur 134, Flurst. 93,106                                                          | |                                          | 28.10.2009       | 26              |
|                                               | Wallgrenze Erbenbuschwald Süchteln (32)                      | Süchteln Flur 70, Flurst. 51–54, 252, 261;Flur 73 Flurst. 38–40, 42, 45, 54; Flur 74 Flurst. 5, 6, 12; Flur 80 Flurst. 19, 21, 87                                 | |                                          | 21.01.2014       | 28              |
| Stadtbefestigung Süchteln – Hagenbroicher Tor | Stadtbefestigung Süchteln – Hagenbroicher Tor                | Süchteln Hochstraße 85–89, 41749 Viersen Karte | Das Hagenbroicher Tor (auch Hagenbroicher Pfortz genannt) von 1582 sollte ermöglichte als drittes Stadttor einen Ausgang der Süd-Nord-Achse in Richtung Hagenbroich und Straelen über die Heerstraße. Das Tor fiel 1812 einer Straßenweiterungen zum Opfer. | 1582                                     | 30.11.2012       | 29              |
|                                               | Äußere Viersener Landwehr (25b)                              | Dülken Flur 4 Flurst. 175, 226; Flur 111 Flurst. 56, 57, 64, 65; Flur 148 Flurst. 3, 4                                                                            | |                                          | 21.01.2014       | 30              |
| BW                                            | Landwehr 033C Süchteln – Dahlhöfe                            | Süchteln Nähe Zerresweg 52, 41749 Viersen (Flur 84 - Flurstück 2, 51, 89) Karte                                                                                   | Am Osthang der Süchtelner Höhen, 0,8 km nordwestlich der Ortslage Windberg, verläuft 220 m nordöstlich des Hofes Dahlhöfe ein Landwehrteilstück von 157 m Länge von Südwesten nach Nordosten. Es handelt sich dabei um einen Teilbereich der Süchtelner Landwehr, die den Norden nach Geldern zu sichern sollte. |                                          | 27.11.2013       | 31              |
|                                               | SO-Abschnitt                                                 | Süchteln Flur 39/197, 199; Flur 74/10–12, 186, 187; Flur 75/63, 193, 194; Flur 79/74, 92, 99, 130; Flur 80/1, 2, 8, 21, 53; Flur 100/10                           | |                                          | 21.01.2014       | 32              |
| weitere Bilder                                | Pfarrkirche St. Remigius mit Kirchhof und Friedhof           | Viersen Goetersstraße 8, 41747 Viersen Karte | → Hauptartikel : St. Remigius (Viersen) | 8./9. Jh. / 1181 / 1484                  | 19.06.2013       | 33              |
| weitere Bilder                                | Kirche und Kirchhof St. Clemens                              | Süchteln Hochstraße 8, 41749 Viersen Karte | → Hauptartikel : Liste der Baudenkmäler in Viersen (G–L)#St. Clemens Süchteln | 2. Hälfte 15. Jh. / 1612 / 1856 bis 1858 | 19.06.2013       | 34              |
| weitere Bilder                                | Stadtbefestigung „Nordwestseite“                             | Dülken Westwall/Westgraben, 41751 Viersen (Flur 62, Flurst. 370, 371, 438) Karte                                                                                  | Die dokumentierten Bodendenkmäler sind Teil der spätmittelalterlichen Stadtbefestigung Dülkens, das 1364 erstmals als Stadt bezeichnet wird. Ende des 14. bis Anfang des 15. Jahrhunderts erfolgte die Errichtung der Stadtmauer und die Anlage des Stadtgrabens. | 1404                                     | 16.06.2014       | 35              |
|                                               | Boisheimer Flachsrösten                                      | Boisheim Flur 10, Flust. 140,142,145,146,149,359 | |                                          | 09.09.2014       | 36              |
| weitere Bilder                                | Nordkanal                                                    | Süchteln Oedter Straße 17 bis Kreuzung Grefrather Straße/Andreasstraße in Richtung NNW, weiter Grefrather Straße bis Gemeindegrenze Grefrath, 41749 Viersen Karte | Teil des Nordkanals (französisch Grand Canal du Nord), im Luftbild nur noch ansatzweise zu erkennen. Im Rahmen der Euroga 2002 wurde hier der Fahrradweg Fietsallee am Nordkanal angelegt, der von km 21,8 bis 28,7 durch Viersen führt. Die Route ist durch Wegweiser markiert; außerdem durch eine helltürkisfarbene Linie am Boden, die wie ein Maßband alle 10 Meter durch einen Strich, alle 50 Meter durch eine vergrößerte Markierung unterteilt ist, die das Wasser des Kanals repräsentieren sollen. | 1806 (initiiert)                         | 29.04.2009       | 37              |